# موديستو ساندوفال
موديستو ساندوفال (بالإسبانية: Modesto Sandoval)‏ هو مدرب كرة قدم ولاعب كرة قدم باراغواياني في مركز حراسة المرمى، ولد في 12 فبراير 1941 في لوكي في باراغواي. لعب مع سبورتيفو لوكوينو.